# Нади
Нади (от санскрит: „тръба“) са енергийните канали в тялото, през които, съгласно традиционната индийска медицина и духовна наука, текат енергиите на финото тяло. Те се свързват в енергийни точки, наречени чакри. Йога определя следните основни нади: Ида, Пингала, Сушумна, Лакшми, Сарасвати и Медха надис.
Надите изглежда, че съответстват на меридианите в китайската традиционна медицина.